# The Pleasure and the Greed
Albums de Big Wreck
In Loving Memory Of...
(1997) Albatross
(2012)
Paru en 2001, The Pleasure and the Greed est le deuxième album du groupe canadien Big Wreck.
Le chanteur et guitariste Myles Kennedy, actuel leader de Alter Bridge, est invité sur la chanson Breakthrough.

## Liste des titres
Toutes les compositions sont de Ian Thornley sauf indication contraire

1. "Inhale" - 3:15
2. "Undersold" - 4:57
3. "Knee Deep" - 3:36 - Ian Thornley, Colin Cripps
4. "Everything Is Fine" - 3:55
5. "All By Design" - 3:47 - Thornley, Brian Doherty
6. "Mistake" - 5:06
7. "Ladylike" - 3:35
8. "The Pleasure and the Greed" - 3:08 - Ian Thornley, Daniel Greaves
9. "No Fault" - 3:40
10. "Breakthrough" - 4:16 (avec Myles Kennedy)
11. "Ease My Mind" - 3:16
12. "Broken Hands" - 4:05 - Ian Thornley, Brian Doherty, David Henning, Donald Williams
13. "Head in the Girl" - 3:49 - Ian Thornley, Brian Doherty, David Henning, Donald Williams
14. "All Our Days Are Numbered" - 4:40
15. "West Virginia" - 4:42 - Ian Thornley, Daniel Greaves
16. "Defined By What We Steal" - 6:55

## Musiciens
- Ian Thornley — chant, guitares, claviers
- Brian Doherty — guitare
- David Henning — basse
- Donald Williams — batterie

## Reprises
Le groupe canadien Nickelback a joué plusieurs fois en concert la chanson "Mistake".